# بيني بارنز (مغني)
بيني بارنز (بالإنجليزية: Benny Barnes)‏ هو مغني وكاتب أغاني أمريكي، ولد في 1934 في بومونت في الولايات المتحدة، وتوفي في 8 أغسطس 1985.